# Détente
Détente (fransk: afspænding) betegner indenfor international politik en afspænding mellem tidligere fjendtligt indstillede stormagter.
Begrebet anvendes særligt om de perioder under den kolde krig, hvor relationerne mellem Sovjetunionen og USA forbedredes. Tre sådanne perioder kan siges at have fundet sted: 1953-1956, 1963-1979 og 1985-1991. Ofte taler man dog blot om den midterste periode. Kulminationen på afspændingspolitikken var rustningskontrolaftalerne SALT I og ABM-traktaten.
Blandt de vigtigste faktorer for at afslutte afspændingspolitikken var den sovjetiske invasion i Afghanistan, den efterfølgende afghansk-sovjetiske krig, opstillingen af sovjetiske SS-20 missiler samt beslutningen om som reaktion herpå at placere mellemdistanceraketter i Europa. Détente-politikken blev genoplivet med Mikhail Gorbatjovs tiltræden i 1985 og varede til Østblokkens fald i 1989.